# Seznam rybníků v okrese Plzeň-město
Seznam rybníků v okrese Plzeň-město zahrnuje rybníky, které se nalézají v okrese Plzeň-město. Jsou zde zařazeny pojmenované vodní plochy.

## Seznam
| Vodní plocha           | Obrázek | Rozloha (ha) | Vodní tok                 | Obec             | GPS                              | Poznámky                    |
| ---------------------- | ------- | ------------ | ------------------------- | ---------------- | -------------------------------- | --------------------------- |
| Dolní rybník           |         |              | přítok Čižického potoka   | Štěnovický Borek | 49°38′41″ s. š., 13°25′2″ v. d.  |                             |
| Dravý I                |         |              | Chotíkovský potok         | Malesice         | 49°46′33″ s. š., 13°18′30″ v. d. |                             |
| Dravý II               |         |              | Chotíkovský potok         | Malesice         | 49°46′31″ s. š., 13°18′19″ v. d. |                             |
| Chobota                |         |              | přítok Čižického potoka   | Štěnovický Borek | 49°38′57″ s. š., 13°25′37″ v. d. |                             |
| Kamenný rybník         |         | 5,2          | přítok Boleveckého potoka | Plzeň            | 49°47′25″ s. š., 13°22′50″ v. d. |                             |
| Košinář                |         | 6,38         | Bolevecký potok           | Plzeň            | 49°46′48″ s. š., 13°24′ v. d.    |                             |
| Lopatský rybník        |         |              | Úslava                    | Šťáhlavy         | 49°40′3″ s. š., 13°31′46″ v. d.  |                             |
| Malý Bolevecký rybník  |         |              | Bolevecký potok           | Plzeň            | 49°46′33″ s. š., 13°24′17″ v. d. | Spojen s Velkým B. rybníkem |
| Nováček                |         | 0,9          | Bolevecký potok           | Plzeň            | 49°47′7″ s. š., 13°22′51″ v. d.  |                             |
| Nový rybník            |         |              | Úslava                    | Sedlec           | 49°41′22″ s. š., 13°29′40″ v. d. |                             |
| Nový rybník            |         |              | přítok Čižického potoka   | Štěnovický Borek | 49°39′1″ s. š., 13°25′34″ v. d.  |                             |
| Rozkopaný rybník       |         | 0,3          | přítok Boleveckého potoka | Plzeň            | 49°47′30″ s. š., 13°23′29″ v. d. |                             |
| Senecký rybník         |         | 7,4          | Bolevecký potok           | Plzeň            | 49°47′5″ s. š., 13°23′26″ v. d.  |                             |
| Starý rybník           |         |              | přítok Čižického potoka   | Štěnovický Borek | 49°39′0″ s. š., 13°25′35″ v. d.  |                             |
| Starý rybník           |         |              | Úslava                    | Sedlec           | 49°41′35″ s. š., 13°29′38″ v. d. |                             |
| Šidlovský rybník       |         | 3            | Bolevecký potok           | Plzeň            | 49°47′6″ s. š., 13°22′36″ v. d.  |                             |
| Třemošenský rybník     |         | 4,2          | Bolevecký potok           | Plzeň            | 49°47′10″ s. š., 13°22′59″ v. d. |                             |
| Velký Bolevecký rybník |         | 53,3         | Bolevecký potok           | Plzeň            | 49°46′27″ s. š., 13°23′51″ v. d. |                             |
| Velký rybník           |         |              | přítok Čižického potoka   | Štěnovický Borek | 49°38′42″ s. š., 13°25′14″ v. d. |                             |
| Vydymáček              |         | 0,5          | přítok Boleveckého potoka | Plzeň            | 49°47′24″ s. š., 13°23′26″ v. d. |                             |